# رادو لوبو
رادو لوبو (30 نوفمبر 1945 - 17 أبريل 2022) عازف بيانو روماني معرف على نطاق واسع كواحد من أعظم عازفي البيانو في عصره. تعلم عزف على يدي اثنان من معلمي البيانو كبار هما عازفة بيانو ومعلمة موسيقية شهيرة فلوريكا ميوسيسكو التي قامت أيضًا بتدريس دينو ليباتي، ومعلمه الثاني عازف بيانو الروسي هاينريش نيوهاوس ومن تتلمذ على يديه العديد من العازفين ومن بين تلاميذه سفياتوسلاف ريشتر وإميل جيليلز، تيخون خريننيكوف. فاز رادو لوبو بثلاث من أرقى مسابقات البيانو في العالم من عام 1966 إلى عام 1969، مسابقة فان كليبيرن الدولية للبيانو (1966)، ومسابقة جورج إنيسكو الدولية للبيانو (1967)، ومسابقة ليدز الدولية للبيانو (1969). أطلقت هذه الانتصارات مسيرة لوبو الدولية، وظهر بعدها مع العديد من فرق الأوركسترا الكبرى والمهرجانات الكبرى في عواصم الموسيقى في العالم.

## روابط خارجية
- رادو لوبو في قاعدة بيانات الأفلام على الإنترنت
- Radu Lupu biography at Decca
- صورة لرادو لوبو في معرض اللوحات القومي